# Lohmühle (Langenzenn)
Lohmühle ist ein Gemeindeteil der Stadt Langenzenn im Landkreis Fürth (Mittelfranken, Bayern). Lohmühle liegt in der Gemarkung Langenzenn.

## Geographie
Der Weiler ist mittlerweile als Ortsstraße Lohmühle des Ortes Langenzenn aufgegangen. Dort befindet sich auch ein Gewerbegebiet. Etwas weiter südlich wird Lehm abgebaut. Unmittelbar östlich liegt der Kugelbuck.

## Geschichte
Das Bestimmungswort des Ortsnamens ist das mittelhochdeutsche Wort „lō“ (= Baumrinde). Eine Lohmühle dient zur Zerkleinerung der für die Lohgerberei notwendigen pflanzlichen Gerbmittel.
Gegen Ende des 18. Jahrhunderts gehörte die Lohmühle zur Realgemeinde Langenzenn. Die Mühle hatte das brandenburg-ansbachische Kastenamt Cadolzburg als Grundherrn. Unter der preußischen Verwaltung (1792–1806) des Fürstentums Ansbach erhielt die Lohmühle die Hausnummer 130 des Ortes Langenzenn.
Im Rahmen des Gemeindeedikts wurde Lohmühle dem 1808 gebildeten Steuerdistrikt Langenzenn und der im selben Jahr gebildeten Munizipalgemeinde Langenzenn zugeordnet.

## Einwohnerentwicklung
| Jahr      | 001818 | 001840 | 001861 | 001871 | 001885 | 001900 | 001925 | 001950 | 001961 | 001970 | 001987 |
| Einwohner | *      | 6      | *      | 7      | 8      | 20     | 14     | *      | *      | 41     | *      |
| Häuser    | *      | 1      |        |        | 1      | 4      | 2      | *      | *      |        | *      |
| Quelle    | [ 6 ]  | [ 9 ]  | [ 10 ] | [ 11 ] | [ 12 ] | [ 13 ] | [ 14 ] | [ 15 ] | [ 16 ] | [ 17 ] | [ 18 ] |

## Religion
Der Ort ist evangelisch-lutherisch geprägt und bis heute in die Trinitatiskirche (Langenzenn) gepfarrt. Die Einwohner römisch-katholischer Konfession waren ursprünglich nach St. Michael (Wilhermsdorf) gepfarrt, heute ist die Pfarrei St. Marien (Langenzenn) zuständig.